# 申传胜
申传胜（1975年10月—），安徽六安人，现任安庆师范大学副校长。

## 生平
1999年毕业于安庆师范学院物理系，并留校任教。2006年于安徽师范大学获硕士学位，2012年于中国科学技术大学获博士学位。2018年任安庆师范大学数学与计算科学学院院长，2020年任数理学院院长。2022年12月，任安庆师范大学党委常委、副校长。

## 学术贡献
主要从事统计物理与复杂系统研究。主持国家自然科学基金3项，在Physical Review E、Europhysics Letters、Chinese Physics Letters、Communications in Theoretical Physics等发表论文30余篇。曾获安徽省教坛新秀、安徽省优秀自然科学论文三等奖、安徽省教学成果奖三等奖、安徽省教学名师等奖励与荣誉称号。

## 社会兼职
中国工业与应用数学学会复杂网络与复杂系统专委会委员，中国系统工程学会系统理论专委会委员，“大别山区域复杂生态系统建模、仿真与控制”安徽省高校重点实验室主任，安徽省皖江流域种群生态模拟与控制国际联合研究中心主任，安庆欧美同学会副会长。